# Winigise de Spolète
Winigise (ou Winichis) (mort en 822) est  duc de Spolète (dux Spolitanus) de 789 à sa mort. 

## Une longue carrière
Probablement d'origine franque et « Lieutenant du roi », il appartient à l'entourage de Charlemagne lorsqu'il est envoyé en 788, avec des troupes franques appuyer Hildebrand de Spolète et Grimoald III de Bénévent pour repousser une invasion des  troupes de l'empire byzantin. En effet l'empereur Constantin VI « irrité de ce que le roi ait refusé de lui donner sa fille en mariage » ordonne au patrice Théodore Préfet de Sicile de ravager les frontières des Bénéventins.  La campagne est un succès pour Winigise et ses alliés, ils défont les grecs mais Hildebrand, meurt pendant cette campagne et Charlemagne nomme Winigise comme son successeur dans le Duché de Spolète. 
Winigise est également chargé par  Charlemagne d'être son missus dominicus dans le Ducatus Romæ. le 25 avril 799 à Rome le Pape Léon III fait l'objet d'une tentative d'assassinat en se rendant de Saint-Jean de Latran à Saint-Laurent. Grièvement blessé le pontife est relégué dans le monastère de Saint-Erasme d'où il s'échappe avec l'aide d'un chambrier. Winigise accouru à Rome le recueille à Spolète afin d'assurer sa protection et sa guérison avant qu'il ne puisse rejoindre l'empereur à Paderborn.
Winigise doit ensuite faire face à un conflit avec Grimoald de Bénévent qui le capture après l'avoir assièger dans Lucera en 802. Il est fait prisonnier avant d'être libéré l'année suivante. Selon Éginhard, Grimaldus Beneventanorum dux capture Winigisum comitem Spoletii à Luceria mais « le traite honorablement dans sa captivité », avant de le rendre l'année suivante aux ambassadeurs de Charlemagne. 
En 815, peu de temps avant la mort du Pape Léon III, les habitants de Rome se révoltent de nouveau mais le roi Bernard d'Italie envoie Winigise rétablir l'ordre. En 822, Winigise « appesanti par la vieillesse » renonce à ses fonctions et se retire dans un monastère où il meurt peu de temps après. Son successeur est  Suppo, Brixiæ civitatis comes (c'est-à-dire: Comte de la cité de Brescia).

## Sources
- Georges Tessier Charlemagne VIIIe siècle dans « Le Mémorial des Siècles », Albin Michel, Paris 1967.
- (en) Medieval Lands Project: Dukes and Marchesi of Spoleto. Winichis (Winigisus)
- (it) Achille Sansi, I duchi di Spoleto. Stabilimento Tipografico F. Benucci, 1870.